# Byrd (Familienname)
Byrd ist ein englischer Familienname.

## Herkunft und Bedeutung
Byrd ist ein Berufsname und eine Variante von Bird.

## Namensträger
- Adam M. Byrd (1859–1912), US-amerikanischer Politiker
- Adam Hann-Byrd (* 1982), US-amerikanischer Schauspieler
- Albert Byrd (1915–1990), US-amerikanischer Radrennfahrer
- Alton Byrd (* 1957), amerikanisch-englischer Basketballspieler
- Andreina Byrd (* 1978), deutsche Leichtathletin
- Anne Gee Byrd (* 1938), US-amerikanische Schauspielerin
- Austin Byrd (* 1987), US-amerikanischer Radrennfahrer
- Bobby Byrd (1934–2007), US-amerikanischer Musiker
- Butch Byrd (George Byrd; * 1941), US-amerikanischer American-Football-Spieler
- Charles Willing Byrd (1770–1828), US-amerikanischer Politiker
- Charlie Byrd (1925–1999), US-amerikanischer Jazzgitarrist
- Chris Byrd (* 1970), US-amerikanischer Boxer
- Dan Byrd (* 1985), US-amerikanischer Schauspieler
- Danny Byrd (* 1979), britischer DJ
- David Byrd (1932–2001), US-amerikanischer Schauspieler
- David Harold Byrd (1900–1986), US-amerikanischer Ölunternehmer
- Dennis Byrd (* 1966), US-amerikanischer American-Football-Spieler
- Donald Byrd (1932–2013), US-amerikanischer Jazztrompeter
- Dozier Eugene Byrd (1890–1972), US-amerikanischer Politiker
- Eugene Byrd (* 1975), US-amerikanischer Schauspieler
- Garland T. Byrd (1924–1997), US-amerikanischer Politiker
- George Byrd (1926–2010), US-amerikanischer Dirigent
- George Byrd (* 1941), US-amerikanischer American-Football-Spieler, siehe Butch Byrd
- Harry Byrd (Baseballspieler) (1925–1985), US-amerikanischer Baseballspieler
- Harry F. Byrd senior (1887–1966), US-amerikanischer Politiker (Virginia)
- Harry F. Byrd junior (1914–2013), US-amerikanischer Politiker (Virginia)
- Jairus Byrd (* 1986), US-amerikanischer American-Football-Spieler
- James Byrd junior (1949–1998), US-amerikanisches Mordopfer, siehe Mordfall James Byrd junior
- Jerry Byrd (1920–2005), US-amerikanischer Countrysänger und Musiker
- Joe Gene Byrd (1933–2012), US-amerikanischer Jazzmusiker
- Leonard Byrd (* 1975), US-amerikanischer Leichtathlet
- Marlon Byrd (* 1977), US-amerikanischer Baseballspieler
- Mitch Byrd (* 1961), US-amerikanischer Comiczeichner
- Paul Byrd (Baseballspieler) (* 1970), US-amerikanischer Baseballspieler
- Paul F. Byrd (1918–1991), US-amerikanischer Mathematiker
- Richard Byrd (Leichtathlet) (1892–1958), US-amerikanischer Leichtathlet
- Richard C. Byrd (1805–1854), US-amerikanischer Politiker
- Richard Evelyn Byrd (1888–1957), US-amerikanischer Polarforscher
- Robert Byrd (1917–2010), US-amerikanischer Politiker
- Robin Byrd (* 1957), US-amerikanische Pornodarstellerin und Fernsehmoderatorin
- Sammy Byrd (1906–1981), US-amerikanischer Baseballspieler und Golfer
- Thomas Jefferson Byrd (1950–2020), US-amerikanischer Schauspieler
- Tracy Byrd (* 1966), US-amerikanischer Countrysänger
- William Byrd (1543–1623), englischer Komponist
- William Byrd (Autor) (1674–1774), britisch-amerikanischer Autor